# ファミリースペシャル
『ファミリースペシャル』は、1972年4月6日から同年9月21日までNET系列局が編成していたNETテレビ（現・テレビ朝日）製作の単発特別番組枠である。全25回。編成時間は毎週木曜 20:00 - 20:56 （日本標準時）。

## 概要
初期には第二次怪獣ブーム（変身ブーム）に因み、放送番組中に当時同系列局で放送されていた特撮ドラマのヒーローを登場させることもあった。中期にはボウリング大会を行い、その模様を放送していた。末期には、当時西ドイツで開催されていたミュンヘンオリンピックに因んだ企画も行っていた。

## 放送番組一覧
| 放送日（1972年） | サブタイトル                                   | 主な出演者                                                               | 備考                                            |
| ---------------- | ---------------------------------------------- | ------------------------------------------------------------------------ | ----------------------------------------------- |
| 4月6日           | コント55号の笑って死んでもらいまショー         | コント55号、五十嵐じゅん、小山ルミ                                       |                                                 |
| 4月13日          | 爆笑！スター国会花ざかり                       | 前田武彦、萩本欽一、三波伸介、大宮敏光、野口五郎、奥村チヨ、仮面ライダー |                                                 |
| 4月20日          | 変身！怪獣対仮面大決戦                         | 仮面ライダー、変身忍者 嵐、バロム・1、フォーリーブス、坂本新兵           |                                                 |
| 4月27日          | 花はさくら・男はフーテンの寅と発します         | 渥美清、倍賞千恵子、三崎千恵子、前田武彦                                 | 同年8月5日公開『男はつらいよ 柴又慕情』関連番組 |
| 5月4日           | 日ソ対抗女子バレーボール                       |                                                                          | 同年4月25日に行われた試合の録画放送             |
| 5月11日          | 華麗なる個性！体操の女王たち                   | 榎本猛、羽仁未央、川口ゆり子                                             |                                                 |
| 5月18日          | スターびっくり一億円大バーゲン                 | 浅丘ルリ子、南田洋子、布施明、志垣太郎、佐々木剛                         |                                                 |
| 5月25日          | 日ソ対抗男子バレーボール                       |                                                                          | 19:30から放送                                   |
| 6月1日           | 芸能人のど自慢かくし芸大会                     | 小川知子、岸部シロー、富永一朗、草笛光子、丹下キヨ子                     |                                                 |
| 6月8日           | 全日本忍者秘伝大公開                           | 桂小金治、トミー譲二とローヤルスポーツ                                   |                                                 |
| 6月15日          | ロマンと恐怖                                   | 村山力、大本尚之、田中和栄                                               |                                                 |
| 6月22日          | 激突！ジャンプカー 死への挑戦！                | 山東昭子、高松しげお、松崎しげる                                         |                                                 |
| 6月29日          | 演歌！艶歌！演歌                               | 春日八郎、三橋美智也、水原弘、青江三奈                                   |                                                 |
| 7月6日           | 国際バレーボール（ 日本× ポーランド）          |                                                                          |                                                 |
| 7月13日          | お化け！冒険ぞくぞく大会                       | フォーリーブス                                                           |                                                 |
| 7月20日          | 芸能人オールスターボウリング                   | 並木恵美子（解説者）、仲雅美、ハナ肇、大信田礼子                         |                                                 |
| 7月27日          | 全日本女子プロボウラーオールスター選抜大会     | 並木恵美子、西川和子、坂口京子                                           |                                                 |
| 8月3日           | ビキニ美女水上選手権大会                       | 松尾ジーナ、八並映子、鶴間エリ、なべおさみ                               |                                                 |
| 8月10日          | 日本女子プロボウリング大会                     | 須田開代子、中山律子                                                     |                                                 |
| 8月17日          | 水上の饗宴                                     | 土居まさる、ストレートコンビ、コント・ラッキー7、松島トモ子              |                                                 |
| 8月24日          | 大道芸人全国集合                               | 牧伸二、田辺一鶴、大道芸人たち                                           |                                                 |
| 8月31日          | 現地特集・チャスラフスカが見た新しい体操の女王 | ベラ・チャスラフスカ、牧伸二、小田千恵子                                 |                                                 |
| 9月7日           | 燃えつづけるオリンピックの聖火                 | ミュンヘンオリンピック出場選手                                           |                                                 |
| 9月14日          | オールド・ヤング大行進                         | 桂三枝、今陽子、服部正、水森亜土、キャロライン洋子                       |                                                 |
| 9月21日          | 歌まつり・演歌日本一                           | 玉置宏、石橋正次、小林旭、北島三郎                                       |                                                 |

参考：『朝日新聞 縮刷版』朝日新聞社、1972年4月6日 - 同年9月21日付ラジオ・テレビ欄。
| NET系列 木曜20:00枠                               | NET系列 木曜20:00枠                                   | NET系列 木曜20:00枠                                                                                                 |
| 前番組                                            | 番組名                                                | 次番組 |
| ------------------------------------------------- | ----------------------------------------------------- | --- |
| ファミリー寄席 （1971年11月25日 - 1972年3月30日） | ファミリースペシャル （1972年4月6日 - 1972年9月21日） | 土居まさるのやあ!やあ!やあ! （1972年10月12日 - 1973年3月29日） ※20:00 - 20:55ANNニュース ※20:55 - 21:00 【1分拡大】 |